# Музей ракетных войск стратегического назначения

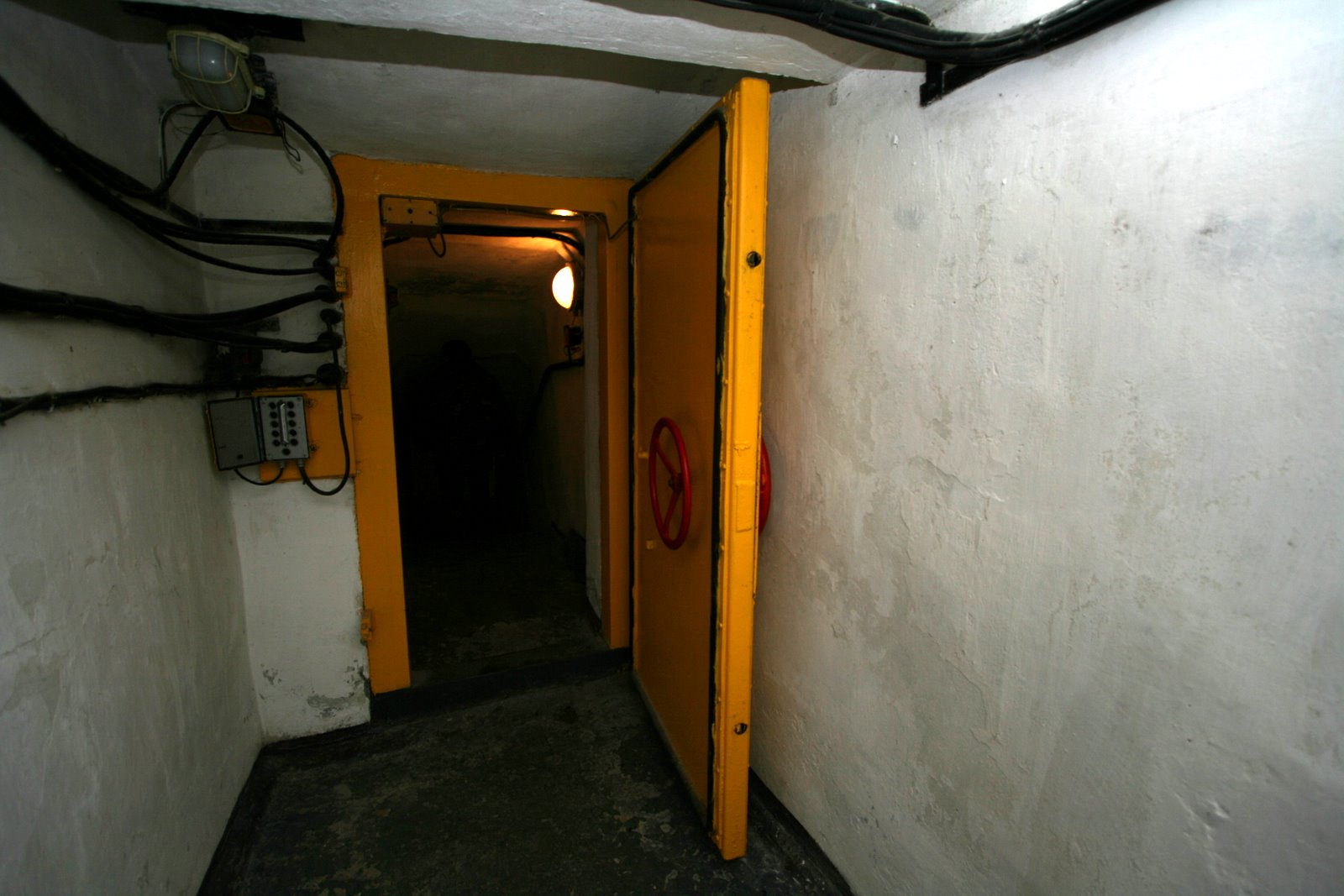
Дверь защитно-герметическая из здания музея (штаба) в проход в подземный командный пункт

Музей ракетных войск стратегического назначения — музей, расположенный возле поселка Побугское  в Голованевском районе Кировоградской области Украины. 
Музей был создан в 2001 году на базе бывшего подземного командного пункта 309-го ракетного полка 46-я ракетной дивизии 43-й ракетной армии, имевшего на вооружении шахтные МБР РТ-23/СС-24 «Молодец»
Музей представляет собой стартовую позицию с шахтной пусковой установкой, подземным командным пунктом, наземными служебными помещениями.
Центральный офис музея находится в городе Первомайск Николаевской области, примерно в 30 км от Побугского.